# Баранов, Константин Петрович
Константи́н Петро́вич Бара́нов (род. 11 января 1982, Омск) — российский хоккеист. Чемпион России 2004. Чемпион Белоруссии 2012 года. Вице-чемпион Белоруссии 2013. Чемпион Казахстана 2016 и 2019. Вице-чемпион Казахстана 2017.

## Карьера
Воспитанник омской школы (тренер Виктор Стародубцев).

## Личная жизнь
- Женат, две дочери. Супруга — Ольга Баранова, тренер Омской спортивной школы олимпийского резерва по художественной гимнастике[1].

## Достижения
- Чемпион России сезона 2003/2004 в составе омского «Авангарда»
- 11 декабря 2011 года в матче Белорусской экстралиги между хоккейными клубами «Металлург-Жлобин» и «Неман» к 23-й минуте забросил 4 шайбы (т. н. покер)
- Чемпион Белоруссии сезона 2011/2012 в составе ХК «Металлург-Жлобин»
- Вице-чемпион Белоруссии сезона 2012/2013 в составе ХК «Металлург-Жлобин»
- Серебряный призёр Континентального кубка по хоккею сезона 2012/2013
- Чемпион Казахстана сезона 2015/2016 в составе ХК «Бейбарыс»
- Вице-чемпион Казахстана сезона 2016/2017 в составе ХК «Бейбарыс»
- Лучший снайпер Чемпионата Казахстана сезона 2016/2017
- Серебряный призёр Континентального кубка по хоккею сезона 2016/2017
- Бронзовый призёр чемпионата Казахстана сезона 2017/2018 в составе ХК «Бейбарыс»
- Чемпион Казахстана сезона 2018/2019 в составе ХК «Бейбарыс»